# Nucleu solar
- Granulație solară
- Pată solară
- Fotosferă
- Cromosferă
- Zonă convectivă
- Zonă de radiație
- Tachocline
- Nucleu solar
- Corona solară
- Erupție
- Protuberanță
- Vânt solar

Structura Soarelui:
- Granulație solară
- Pată solară
- Fotosferă
- Cromosferă
- Zonă convectivă
- Zonă de radiație
- Tachocline
- Nucleu solar
- Corona solară
- Erupție
- Protuberanță
- Vânt solar

Se consideră că nucleul Soarelui se extinde de la centru până la aproximativ 0,2–0,25 din raza solară. Este cea mai fierbinte parte a Soarelui și a Sistemului Solar. Are o densitate de 150 g/cm3 în centru și o temperatură de 15 milioane kelvin (15 milioane grade Celsius).
Nucleul este format din plasmă fierbinte, densă (ioni și electroni), la o presiune estimată la 265 miliarde de bari (26,5 petapascali (PPa)) în centru.
Nucleul din interiorul a 20 % din raza solară conține 34 % din masa Soarelui, dar doar 0,8 % din volumul Soarelui. În interiorul a 24 % din raza solară se află nucleul care generează 99 % din puterea de fuziune a Soarelui. Există două reacții distincte în care patru nuclee de hidrogen pot duce în cele din urmă la un nucleu de heliu: reacția în lanț proton-proton – care este responsabilă pentru cea mai mare parte a energiei eliberate de Soare – și ciclul carbon-azot-oxigen. 

## Compoziție
Soarele la fotosferă are aproximativ 73–74 % din masă hidrogen, care este aceeași compoziție ca atmosfera lui Jupiter. Pe măsură ce ne deplasăm spre interiorul Soarelui, fuziunea scade fracția de hidrogen. Fracția de masă a hidrogenului începe să scadă rapid după ce a fost atinsă raza nucleului, până când atinge un minim de aproximativ 33 % hidrogen în centrul Soarelui (raza zero). Restul, cu excepția a 2 % din masa plasmatică rămasă (adică, 65 %) este heliu.